# IC 1805
Pour les articles homonymes, voir Nébuleuse (homonymie) et Cœur (homonymie).
IC 1805 ou Sh2-190 ou W4 ou nébuleuse du Cœur ou Heart Nebula (en anglais) est une nébuleuse en émission, une région HII, et un amas ouvert d'environ 200 années-lumière de diamètre, située à environ 6 500 années-lumière de la Terre, dans la constellation de Cassiopée, du bras de Persée de la Voie lactée. 

## Histoire
La nébuleuse en émission NGC 896 (sa partie la plus lumineuse) est découverte en 1787 par l'astronome William Herschel. Cette nébuleuse IC 1805 couvre un champ total d'environ 60 minutes d'arc, soit approximativement 200 années-lumière.

Astrophotographie amateur
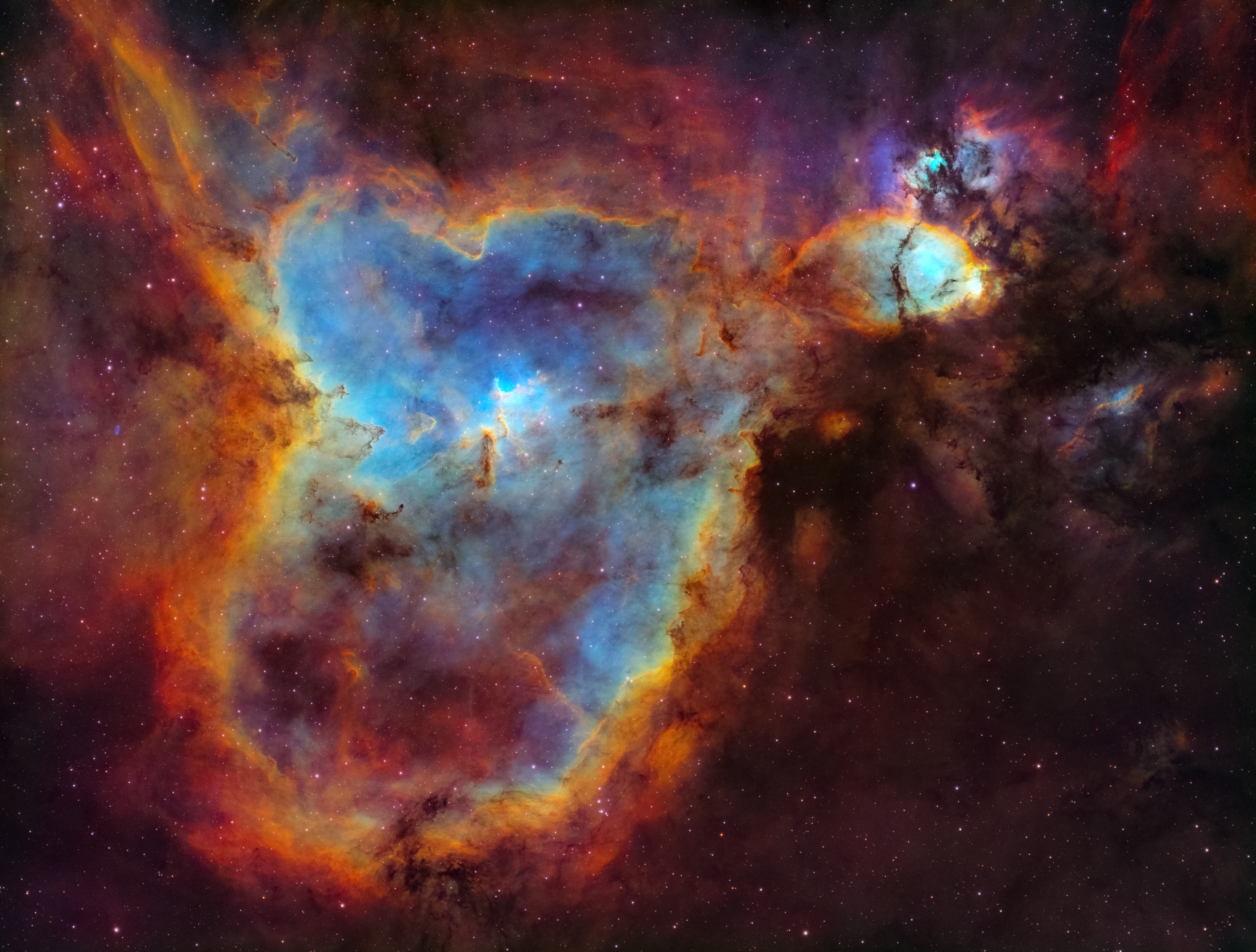
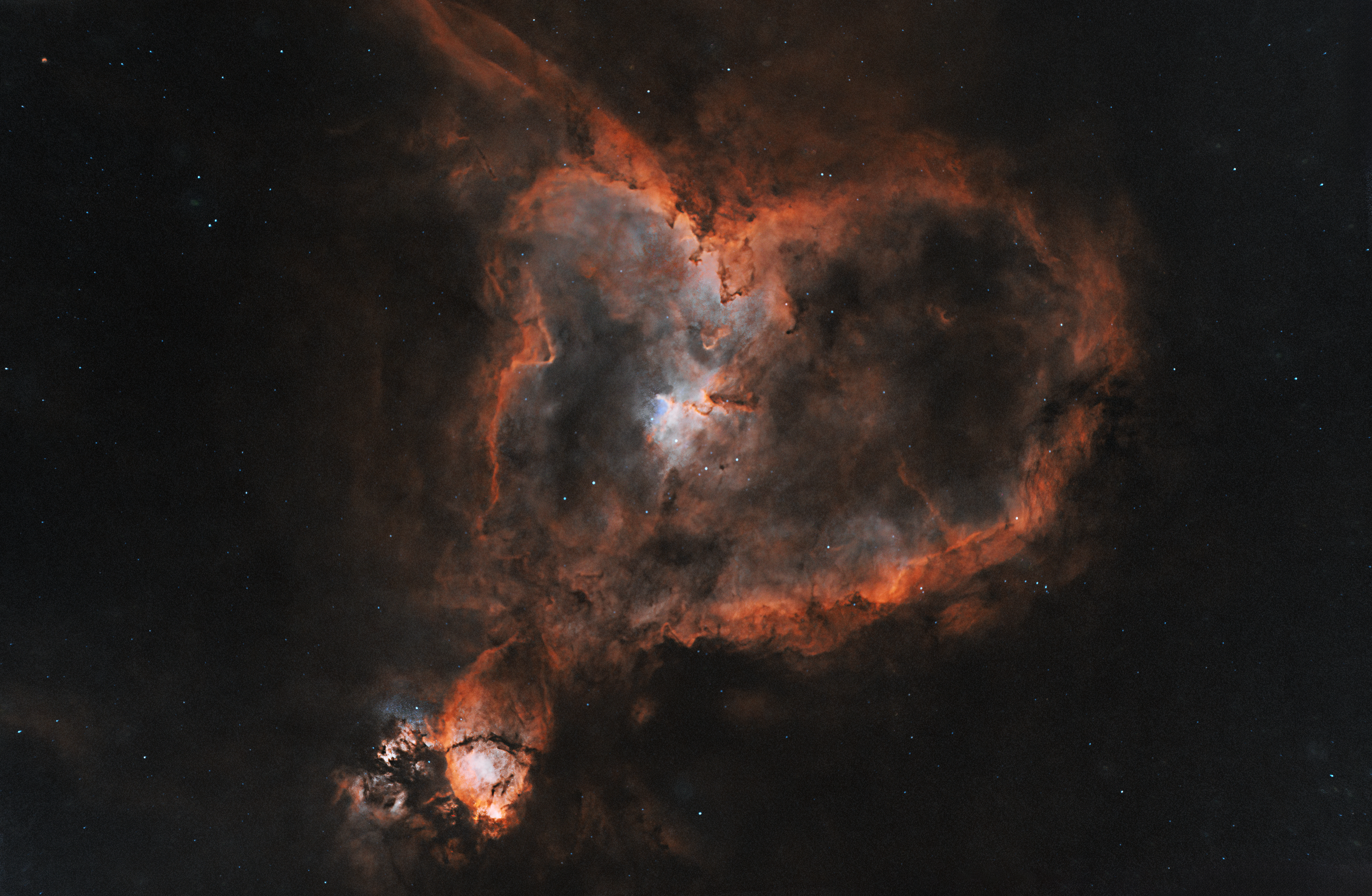
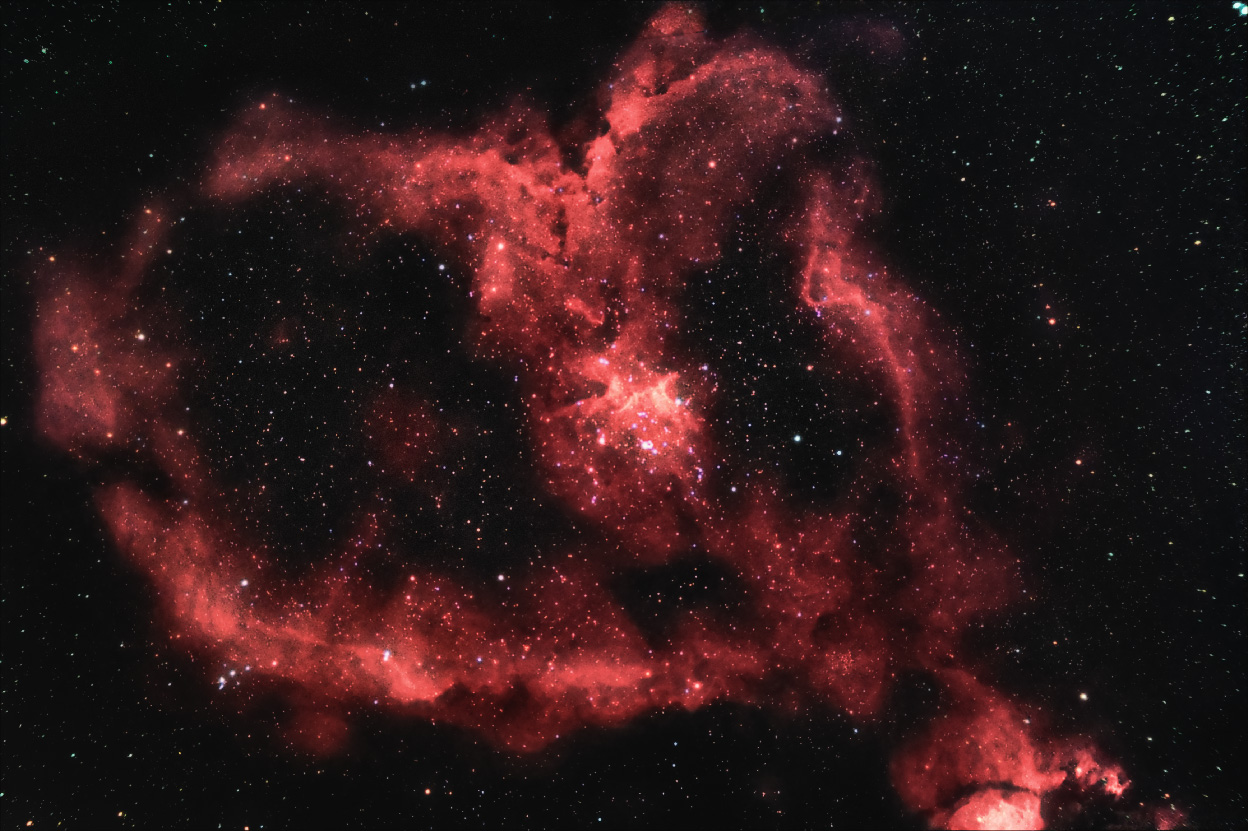

L'amas stellaire ouvert Melotte 15 (de quelques centaines d’étoiles) est à l'origine et au cœur de cette bulle de vent stellaire en forme de cœur . La nébuleuse de la tête de poisson (IC 1795) se situe dans le prolongement de la pointe inferieur de sa forme de cœur.

## Complexe des nébuleuses du Cœur et de l'Âme
La nébuleuse du Cœur (IC 1805) forme le complexe des nébuleuses du Cœur et de l'Âme (Heart and Soul nebulas) avec la nébuleuse de l'Âme (IC 1848) voisine, deux objets de magnitude et de taille égales, d'environ 300 années-lumière de diamètre.

Complexe des nébuleuses du Cœur et de l'Âme
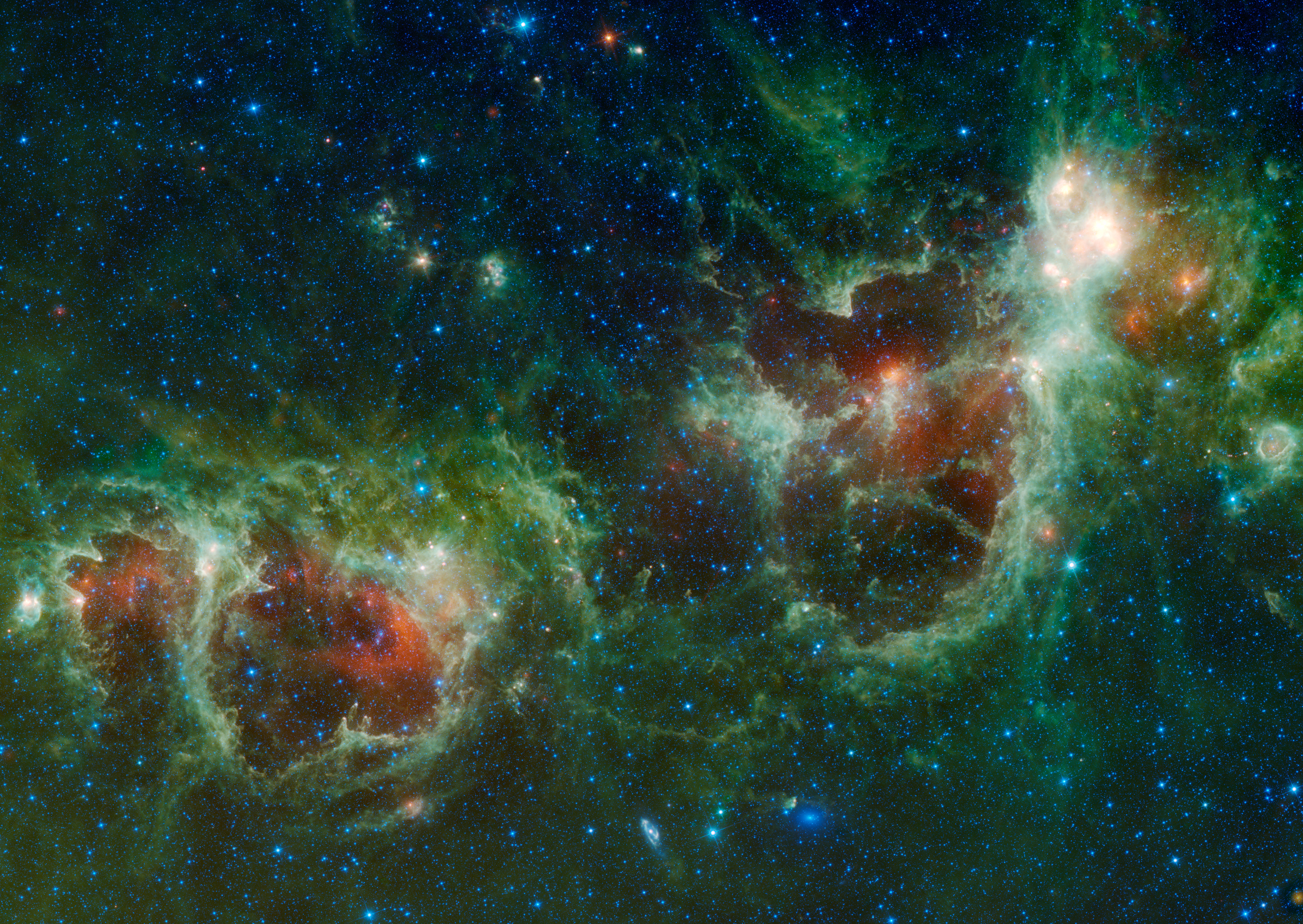
Image infrarouge des nébuleuse de l'Âme (IC 1848) et nébuleuse du Cœur (IC 1805).
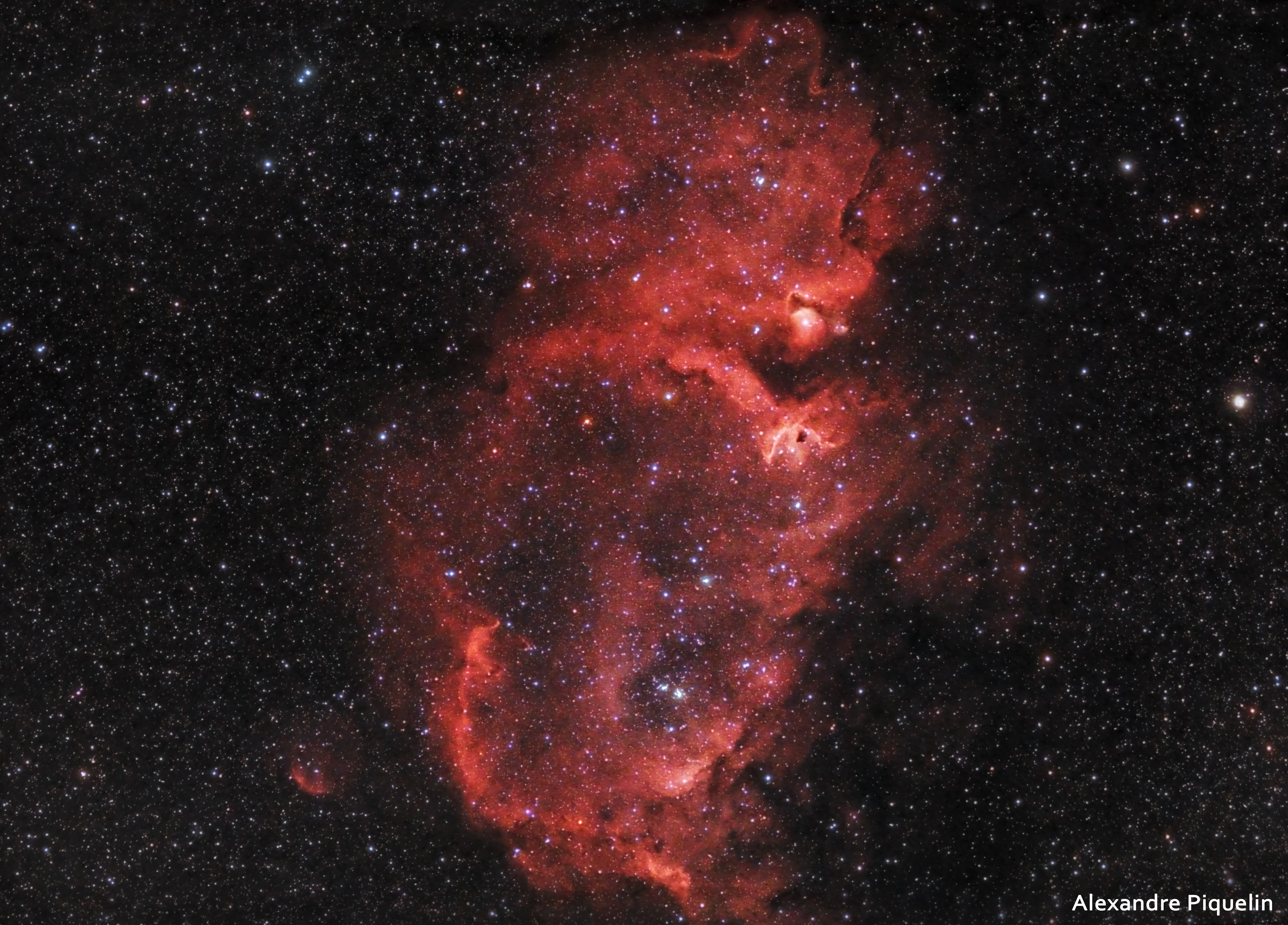
La nébuleuse de l'Âme (IC 1848) en couleurs naturelles.
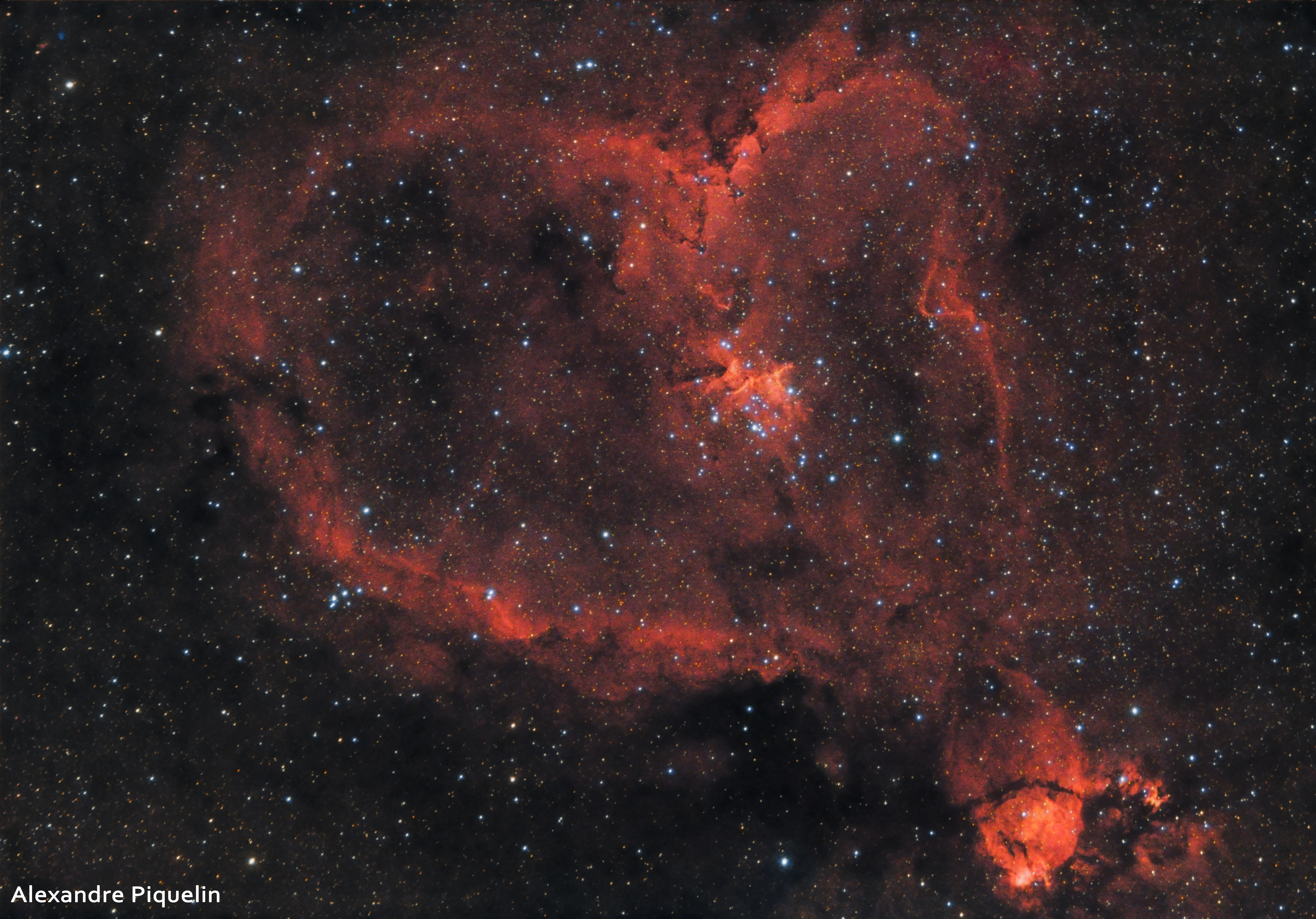
La nébuleuse du Cœur (IC 1805) en couleurs naturelles.